# QDesign Music Codec
QDesign Music Codec (QDMC) ist ein proprietärer Codec zur verlustbehafteten Audiodatenkompression.
Ursprünglich wurde er von Dmitry Shmunk unter dem Namen LBpack entwickelt. Die QDesign Corporation kaufte die Rechte und engagierte den Entwickler um es zum offiziellen Audiodatenkompressionsverfahren von Apples QuickTime 3 zu machen.
Version 2 kommt bei zahlreichen Filmen in QuickTime-Formaten vor Version 7 oft an der Seite des Sorenson Videocodecs zum Einsatz.
Da Apple proprietären Codecs wie Sorenson Video und QDesign zugunsten von offenen Standards wie MPEG-4 zunehmend den Rücken kehrt, scheint eine lange Lebensdauer des Codecs unwahrscheinlich.
Obwohl er gemeinhin als QDesign Codec bekannt ist, hört er, laut einer Pressemitteilung, offiziell auf den Namen RaveSound.
Die in QuickTime Pro enthaltene personal version erlaubt Bitraten bis zu 48 kbit/s, die professional version ermöglicht Bitraten bis zu 128 kbit/s.
Es handelt sich um einen der aggressivsten der bekannten Codecs. Dies führt zu recht guten Ergebnissen bei sehr niedrigen Bitraten, hinterlässt jedoch bei hohen Bitraten zu viele Artefakte (siehe Kompressionsartefakte).